# كرايغ كويل
كرايغ كويل (بالإنجليزية: Craig Coyle)‏ (6 سبتمبر 1980 بإدنبرة في المملكة المتحدة - ) هو لاعب كرة قدم بريطاني في مركز حراسة المرمى. لعب مع ريث روفرز وهاميلتون أكاديميكال وبيرويك راينجرز ونادي اربوراث ونادي غرينوك مورتون.

## وصلات خارجية
- كرايغ كويل على موقع Soccerbase.com (لاعب) (الإنجليزية)